# NGC 5412
NGC 5412 is een elliptisch sterrenstelsel in het sterrenbeeld Kleine Beer. Het hemelobject werd op 18 juni 1884 ontdekt door de Amerikaanse astronoom Lewis A. Swift.

## Synoniemen
- UGC 8905
- ZWG 336.33
- NPM1G +73.0098
- PGC 49644